# Pieve di San Piero in Campo

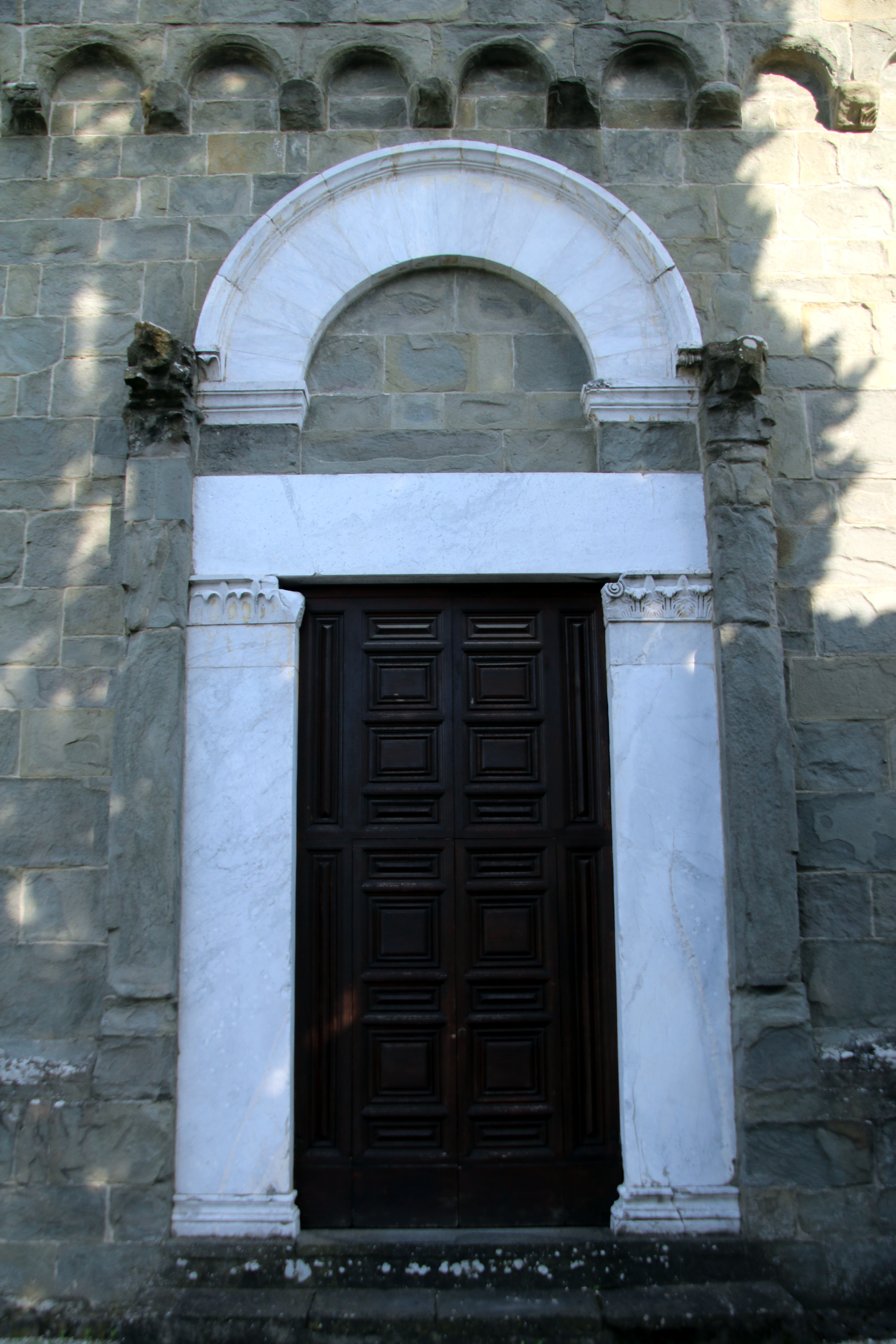
Particolare del portale.

La pieve di San Piero in Campo è un edificio sacro che si trova nella frazione di San Piero, comune di Montecarlo, provincia di Lucca. Appartiene alla parrocchia di Montecarlo, diocesi di Pescia.

## Storia
Compare per la prima volta in un documento del 846 e viene chiamata in campo in un altro documento del 913, essendo ubicata nell'area, il campo di Pescia, compresa tra i torrenti Pescia di Collodi, che al tempo scorreva a ovest dell'edificio, e Pescia di Pescia. Pieve battesimale, aveva la sua giurisdizione sulle vicine località di Vivinaia, Veneri e Collodi. Al posto del primitivo edificio dell'VIII-IX secolo, di cui sono stati rinvenuti i resti, fu eretto l'attuale nel XII secolo. Attorno alla pieve si formò un borgo, che si costituì in libero comune e che fu distrutto dalle truppe di Uguccione della Faggiola. Gli abitanti si trasferirono a Montecarlo e anche la pieve perse importanza a vantaggio della chiesa di Sant'Andrea, che nel 1408 assunse pure il titolo di San Pietro. In una visita pastorale del 1383 il vescovo di Lucca rilevò che la chiesa era “situata in luogo deserto e del tutto distrutta con tutti i suoi edifici per le guerre che ci furono da quelle parti”. Nel 1479 aveva il tetto scoperto, per cui fu ricostruito negli anni seguenti dagli affittuari dei beni circostanti. Ormai sconsacrata, fu adibita a usi profani. A cavallo fra i secoli XV e XVI, i beni di pertinenza dell'antica pieve furono allivellati dalla famiglia Capponi. Accanto alla pieve, i Capponi realizzarono una residenza di campagna, dove nel 1720 fu ospite la principessa Violante di Baviera, vedova del gran principe Ferdinando di Toscana. Riacquisita dalla parrocchia, è stata sottoposta a restauri conservativi. Nel 2006 è stata oggetto di una campagna di scavi archeologici durante la quale sono state rintracciate le fondamenta della chiesa altomedievale, costruita con ciottoli di fiume. 

## Descrizione
La chiesa presenta un impianto basilicale a tre navate monoabsidato. La facciata a salienti, in arenaria grigia, è movimentata dal portale centrale, con stipiti, architrave e archivolto in marmo bianco. La parte superiore del fronte propone un disegno a piccole arcate su colonne in pietra con capitelli e basi in marmo, che al centro include una bifora. Sulla facciata sono presenti alcuni elementi scultorei, costituiti da alcune teste sulla spalla degli archetti, un animale alato nell’ultimo archetto del primo ordine e fogliami nei capitelli marmorei della porta e della loggetta. 
L'interno, molto ampio, è spartito da una sequenza di arcate su colonne con capitelli in parte a decorazione vegetale, in parte con figurazioni animali fortemente geometrizzate. 
L'adiacente torre campanaria sembra risalire a un'epoca antecedente il XII secolo, anche se la cella è stata rimaneggiata in epoca moderna.